# Marquesado de Aguilar de Vilahur
El marquesado de Aguilar de Vilahur es un título nobiliario español creado por Carlos VI del Sacro Imperio Romano Germánico, archiduque pretendiente al trono, y concedido a José de Aguilar y Oluja, señor de Enfesta y coronel de los reales ejércitos, el 26 de octubre de 1715.
A pesar de haber sido concedido por el archiduque Carlos de Habsburgo, que no llegó a reinar en España, Felipe V lo reconoció como título español una vez que el archiduque renunció a sus derechos sobre la corona.
El monarca Alfonso XIII lo rehabilitó por real decreto del 24 de mayo de 1924 y real despacho del 24 de junio del mismo año, recayendo en Joan Fabra y de Sentmenat.
Su denominación hace referencia a la localidad española de Vilahur, en el Alto Ampurdán, provincia de Gerona.

## Escudo de Armas
El escudo de armas del marqués de Aguilar de Vilahur se describe, según la terminología precisa de la heráldica, por el siguiente blasón:

De oro, un águila de sable.

## Marqueses de Aguilar de Vilahur
|                                                             | Titular                                                     | Periodo                                                     |
| Creación por el archiduque-pretendiente Carlos de Habsburgo | Creación por el archiduque-pretendiente Carlos de Habsburgo | Creación por el archiduque-pretendiente Carlos de Habsburgo |
| ----------------------------------------------------------- | ----------------------------------------------------------- | ----------------------------------------------------------- |
| I                                                           | José Aguilar y Oluja                                        | 1715-¿?                                                     |
| Rehabilitación por Alfonso XIII                             |                                                             |                                                             |
| II                                                          | Juan Fabra y Senmenat                                       | 1924-1937                                                   |
| III                                                         | María Eugenia Fabra y Boada                                 | 1942-1960                                                   |
| IV                                                          | Juan Peláez y Fabra                                         | 1961-hoy                                                    |

## Historia de los marqueses de Aguilar de Vilahur
La historia de los marqueses de Aguilar de Vilahur es la que sigue:
- José de Aguilar Olim de Dusay y de Oluja, I marqués de Aguilar de Vilahur, señor de Enfesta y coronel de los reales ejércitos.

Tuvo una hija, llamada Gertrudis de Aguilar Olim de Dusay y de Monfar, que fue fruto de las relaciones con Francisca de Mofar y de Vilossa. Gertrudis casó con José Francisco de Pequera y de Aymerich, marqués de Foix, barón de Montnegre y señor de Torrelles, pero no pudo suceder a su padre dado que no estaba legitimada.
En 1924, por rehabilitación, el título recayó en un hijo de Fernando Fabra y Puig, II marqués de Alella, y María de Senmenat y Patiño:
- Juan Fabra y Senmenat (1892-1937), II marqués de Aguilar de Vilahur y gentilhombre de cámara con ejercicio del rey Alfonso XIII.

Casó en Barcelona, el 21 de marzo de 1917, con Adela Boada y Ribas. El 15 de septiembre de 1958, según orden del mismo día para que se expida la correspondiente carta de sucesión (BOE del 13 de octubre), le sucedió su hija:
- María Eugenia Fabra y Boada (n. 1919), III marquesa de Aguilar de Vilahur, III marquesa de Alella.

Casó con Dionísio Peláez y Latorre. El 4 de enero de 1961, tras solicitud cursada el 14 de octubre de 1960 (BOE del 12 de noviembre) y orden para que se expida la correspondiente carta de sucesión (BOE del 16 de febrero de 1961), le sucedió, por cesión, su hijo:
- Juan Peláez y Fabra (n. 1940), IV marqués de Aguilar de Vilahur, marqués de Alella (desde 1967).

Casó, en primeras nupcias, con Inés de Sarriera y Fernández de Muniain.
Casó, en segundas nupcias, con Macarena Herrero y Pérez-Gamiz.